# FK Sloga Požega
Sloga Požega, serb: Слога Петровац на Млави – serbski klub piłkarski z Požegi, utworzony w 1920 roku. Obecnie występuje w Srpska Liga Zapad.